# 聖馬丁將軍鎮 (查科省)

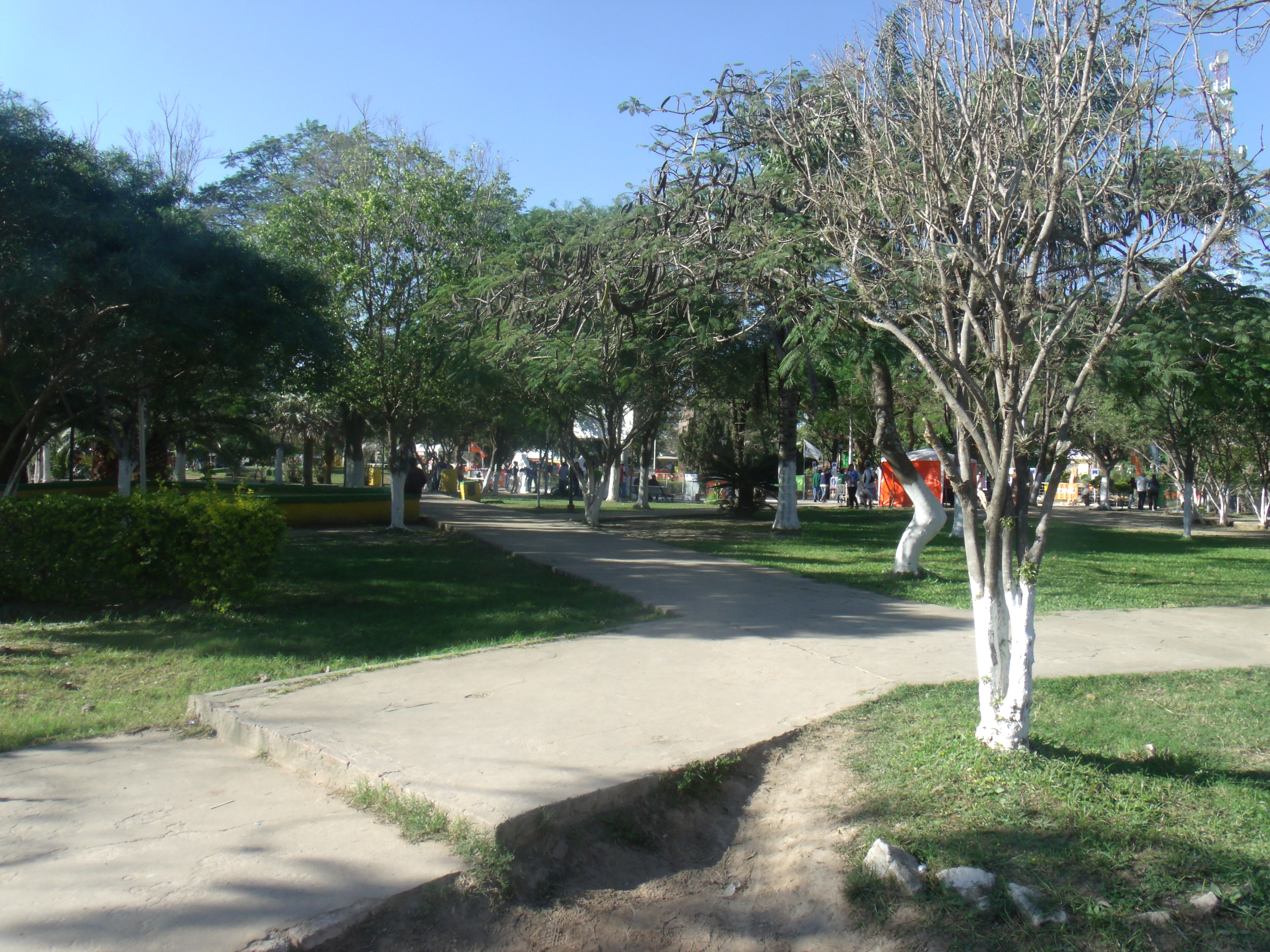
聖馬丁將軍鎮

26°30′S 60°45′W / 26.500°S 60.750°W
聖馬丁將軍鎮（西班牙語：General José de San Martín），是阿根廷的城鎮，位於該國北部查科省，是聖馬丁將軍縣的首府，始建於1909年4月20日，面積79.89平方公里，海拔高度57米，2010年人口28,124。